# カルムイク自治州
カルムイク自治州(ロシア語: Калмыцкая автономная область、カルムイク語: Хальмг Автономн Таңhч)はソビエト連邦の構成国であるロシア・ソビエト連邦社会主義共和国内に設置された自治州。カルムイキヤ自治州とも。現在のカルムイク共和国の領域に存在した。カルムイク人の自治州として二度にわたって設立された。
一度目の設置は1920年11月4日であり、首都はアストラハンとした。1928年6月には低ボルガ地方に含まれていたが、1934年1月、低ボルガ地方はサラトフ地方、スターリングラード地方に分けられ、カルムイク自治州はスターリングラード地方に分類されるようになった。カルムイク自治州は1935年10月20日にカルムイク自治ソビエト社会主義共和国に昇格したが、これは第二次世界大戦中にドイツ軍に占領されたことによって1943年に廃止された。
1957年1月9日にスタヴロポリ地方の一部としてカルムイク自治州が再び設置された。1958年6月29日には再びカルムイク自治ソビエト社会主義共和国に昇格し、スタブロポリ沿海地方から外されることになった。